# Pontellas (Betanzos)
Pontellas (llamada oficialmente Santa María de Pontellas) es una parroquia española del municipio de Betanzos, en la provincia de La Coruña, Galicia.

## Entidades de población
Entidades de población que forman parte de la parroquia:
- Castro (O Castro de San Fiz)
- Illobre

## Demografía
| Gráfica de evolución demográfica de Pontellas entre 2000 y 2018 |
|                                                                 |
| Datos según el nomenclátor publicado por el INE.                |